# Loris Giuliano
Pour les articles homonymes, voir Giuliano.
Loris Giuliano, né le 16 avril 1994 à Montpellier, est un vidéaste web et animateur de radio français.

## Biographie

### Enfance
Loris Giuliano, naît le 16 avril 1994 à Montpellier[source secondaire nécessaire].

### Débuts dans la radio
Passionné de radio, il commence sa carrière dans l'équipe de Sébastien Cauet sur NRJ, multipliant les caméras cachées et autres canulars.

### Lancement sur YouTube
Loris Giuliano crée sa chaîne YouTube le 13 janvier 2013, dont il s'occupe en parallèle de son travail sur NRJ dans l'équipe de Sébastien Cauet. À l'été 2017, il quitte la radio pour se consacrer à plein temps à sa chaîne YouTube, où il se spécialise dans le micro-trottoir et connaît un certain succès. Sa chaîne compte plus de 1,7 million d'abonnés en mai 2024.
Depuis le 7 septembre 2022, il anime tous les mercredis de 22 h à 1 h du matin une émission sur la radio Mouv' intitulée « Le bonnette show »,.
Ses micros-trottoirs traitent de sujets très divers, comme la drague ou des sujets moins légers tels que l'égalité des sexes ou les violences policières.

## Polémiques

### Accusation de racisme
Le 22 juin 2016, Loris Giuliano intervient à la demande de Cauet « déguisé » en femme de chambre africaine lors d'une prestation de Keen'V. Alors que ce dernier chante son titre Elle t'a maté (Fatoumata), sorti en 2013 et qui fait explicitement référence aux accusations d'agression sexuelle, de tentative de viol et de séquestration émises par Nafissatou Diallo à l'encontre de Dominique Strauss-Kahn, Loris Giuliano se frotte contre lui. Au-delà du caractère dérangeant de la chanson, Cauet et son équipe sont rapidement accusés de racisme en raison des stéréotypes véhiculés par le « déguisement », assimilé au blackface,,. Après avoir reçu plusieurs centaines de signalements, le CSA procède à un examen de la séquence,, et a « considéré que cette caricature, qui se voulait humoristique, renvoyait à un stéréotype péjoratif et était de nature à choquer », tout en estimant qu'elle « n’avait pas pour but de discriminer un groupe de personnes à raison de leur origine ». Le Conseil ne donne pas d'autre suite à l'affaire.